# Spiskummin
Spiskummin, även romersk kummin och egyptisk kummin, (Cuminum cyminum) är en krydda som är vanlig i det indiska köket, egyptiska köket, libanesiska köket och det amerikanska tex-mex-köket. Den ingår i kryddblandningar som curry, garam masala och tacokryddmix. Den är också en viktig ingrediens i chili con carne.

## Användning
Torkad spiskummin kan användas både mald, vilket är vanligast, och som hela frön. Fröna är vanligtvis gulbruna. Smaken är stark och lite besk. Vid användning av hela frön frigörs smaken bättre om de rostas lätt före tillsättning.

### Hälsa
Förr var spiskummin en medicinalväxt som användes mot bland annat matsmältningsproblem. Fortfarande används frukterna inom folkmedicinen mot underlivsbesvär och kolik samt för att öka mjölksekretionen hos ammande mödrar.
Ingen toxicitet är känd vid mängder under två matskedar om dagen.

## Växten
Spiskummin tillhör spiskumminsläktet i familjen flockblommiga växter. Den är en spröd, ettårig ört som blir mellan 10 och 90 cm hög.
Stjälken är förgrenad och bladen är uppdelade i två flikar som blir 2–5 cm långa. Blommorna är vita eller rosaaktiga.
Det är en mycket gammal ört som varit känd åtminstone sedan år 1700 f.Kr. Spiskummin växer bland annat i Mellanöstern och vid Medelhavet.
Enligt Plinius omkring år 70 syftade namnet carum på den ursprungliga och bästa växtplatsen för spiskummin, Caria (Karien) i dagens sydvästra Turkiet.

## Aromämnen
Spiskummin får sin arom från p-cymen  (1-Methyl-4-(propan-2-yl)benzene), 4-Isopropylbenzaldehyde (kumminaldehyd) och terpener.

## Spiskummin och kummin
Spiskummin tillhör samma familj som kummin (Carum carvi), flockblommiga växter, men skiljer sig åt i smak och användning. Förr kallades även (bröd-)kummin för spiskummin. Det förekommer att spiskummin felaktigt kallas kummin, till exempel i recept. Det kan delvis bero på att spiskummin heter kummin på många andra språk, bland annat engelska (cumin), franska (cumin) och spanska (comino).

## Etymologi
Ordet "kummin" är ett gammalt semitiskt ord som har spridit sig till grekiska, latin och andra språk i Europa. Ordet "spis" i spiskummin antas vara en försvenskning av tyskans Speis(e), som betyder "mat".

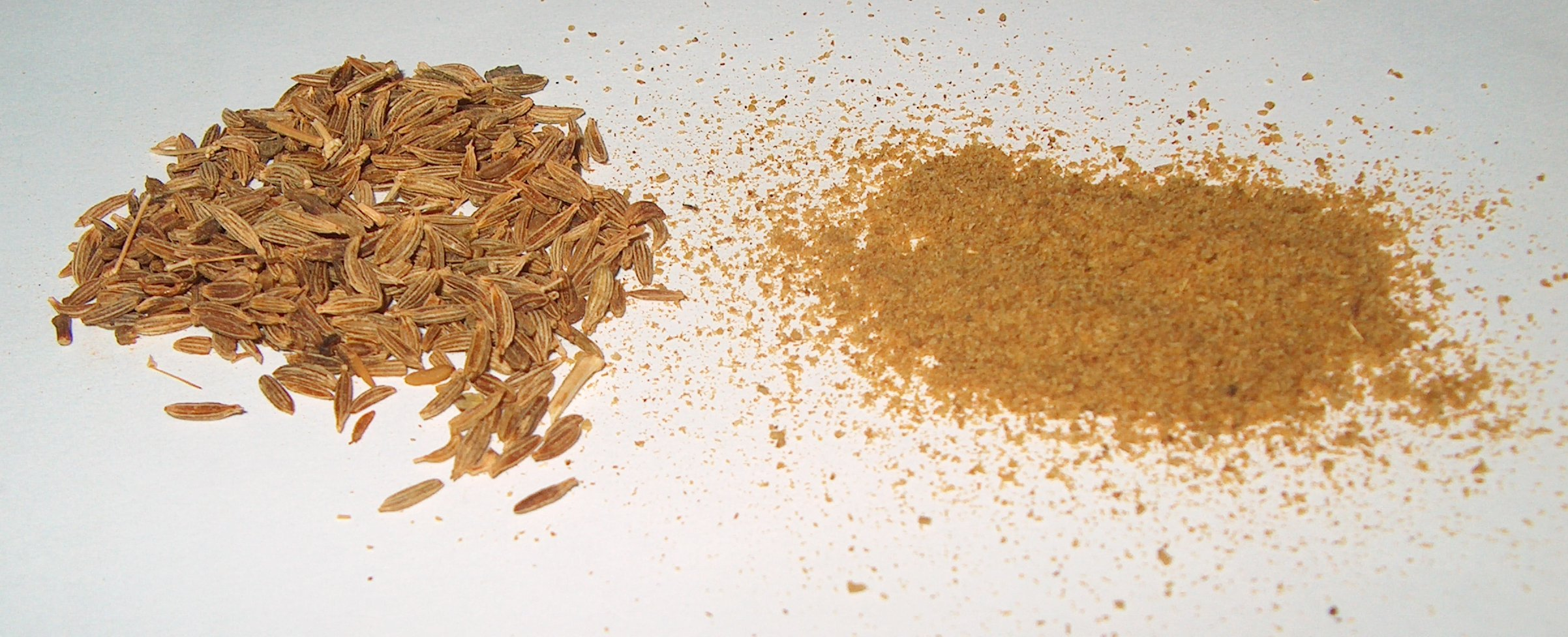
Spiskummin